# Archidiocèse de Cascavel
L'archidiocèse de Cascavel (en latin, Archidioecesis Cascavellensis) est une circonscription ecclésiastique de l'Église catholique au Brésil.
Son siège se situe dans la ville de Cascavel, dans l'État du Paraná.
Depuis le 2 mai 2024, son archevêque est José Mário Scalon Angonese (pt).